# Moïse de Mardin
Moïse de Mardin est un prêtre syrien de l'Église jacobite qui vivait au XVIe siècle. Il fut envoyé en mission en Europe occidentale et y joua un grand rôle dans la naissance de l'orientalisme, notamment de l'étude de la langue syriaque.

## Biographie
Il arriva pour la première fois à Rome en 1549, à la fin du pontificat du pape Paul III. Il était envoyé par le patriarche jacobite Ignace XVI 'Abdallah (mort en 1557), qui avait entendu parler des possibilités ouvertes par l'imprimerie à caractères mobiles inventée en Occident. Moïse, qui était prêtre et scribe de manuscrits, était porteur d'une lettre de recommandation du patriarche, et de plusieurs manuscrits en syriaque. Il devait rapporter en Orient des exemplaires imprimés du Nouveau Testament (il avait apporté un Évangéliaire et un autre volume contenant le Livre des Actes et les Épîtres). Sa mission impliquait aussi certainement des négociations pour l'union des Églises, en prévision d'une venue du patriarche lui-même à Rome. Il comptait également enseigner le syriaque, puisque parmi les textes qu'il apporta il y avait une des deux grammaires composées par Bar-Hebraeus.
Il s'installa dans le foyer attenant à l'église San Stefano degli Abissini (Saint-Étienne-des-Abyssins), vouée depuis 1479 au rite copte. Des moines éthiopiens y séjournaient, et c'est là que Johannes Potken avait fait imprimer le premier livre en ge'ez (un Psautier) en 1513. Quand Moïse arriva, il y rencontra le moine Tāsfa Seyon (« Espoir de Sion »), venu du monastère de Debré Libanos via Jérusalem avec deux compagnons (Tanse'a Wald, « Résurrection du Fils », et Za-Sellase, « Celui de la Trinité »), et qui l'année précédente, en 1548, avait fait imprimer le Nouveau Testament en ge'ez à partir d'un manuscrit qu'il avait apporté. Moïse commença par produire le manuscrit BL Harley 5512, qui contient le Missel romain pré-tridentin en latin, mais écrit en alphabet syriaque serto (une sorte de « garshouni »), avec seulement quelques textes insérés en langue syriaque et en arabe. Un colophon juxtapose les noms du patriarche Ignace 'Abdallah et du pape Paul III (mort le 10 novembre 1549). Un autre cite trois cardinaux avec qui Moïse avait apparemment déjà pris contact : le cardinal de Sainte-Croix, Marcello Cervini, futur pape Marcel II, alors aussi directeur de la Bibliothèque du Vatican (il avait patronné Tāsfa Seyon et était très intéressé par les livres orientaux) ; Reginald Pole ; et un autre appelé « Afaris » qui est peut-être Jean du Bellay (« A Parisiis », la même lettre notant /p/ et /f/ en syriaque).
Le cardinal Cervini était favorable au projet de Moïse, mais il y avait des difficultés pratiques. Le Nouveau Testament de Tāsfa Seyon s'était révélé très défectueux notamment du fait des conditions de sa réalisation : les imprimeurs (Valerius Doricus et Ludovicus frères) ne comprenaient rien à la langue, et le moine éthiopien n'avait évidemment aucune compétence technique pour l'imprimerie. Encore l'écriture éthiopienne n'a-t-elle aucune ligature, ce qui facilite les choses, mais dans l'alphabet syriaque les lettres se lient. Moïse avait donc besoin de l'aide d'Occidentaux qui à la fois connaissent le syriaque et aient un minimum de maîtrise des problèmes de typographie et d'imprimerie, et il y avait très peu de syriacistes en Occident à l'époque.
L'un de ces hommes était Guillaume Postel, qui était parti en Orient depuis Venise en 1549, et qui revint à l'automne 1550. Moïse paraît s'être alors rendu à Venise pour le rencontrer. Postel travaillait depuis plusieurs années (sans doute depuis 1537, quand il avait rencontré Teseo Ambrogio degli Albonesi à Venise, et que l'imprimeur Daniel Bomberg lui avait montré un manuscrit) sur l'idée d'imprimer le Nouveau Testament syriaque, et la rencontre de Moïse, avec ses nouveaux manuscrits (« Moses Mesopotamius, vetustis exemplaribus instructus », écrit-il dans la préface de son Cosmographicæ disciplinæ compendium), le combla d'aise. Mais il n'avait pas lui-même de caractères syriaques (en avril 1555, il tenta de récupérer ceux de Teseo Ambrogio à Pavie). Postel repartit assez rapidement vers Paris (il devait revenir à Venise en août 1553), mais cette première rencontre entre les deux hommes allait avoir des suites.
C'est à son retour à Rome que Moïse rencontra le Flamand Andreas Masius (à Rome entre la fin 1551 et avril 1553), qui connaissait l'hébreu, le judéo-araméen et l'arabe, auquel il s'était initié auprès de Guillaume Postel, et déjà un peu le syriaque, dont Johann Albrecht Widmannstetter lui avait donné des rudiments. Masius développa grandement sa connaissance de cette langue auprès de Moïse, qui lui fournit plusieurs textes, dont le Traité sur le paradis de Moïse Bar Képha. Il traduisit aussi en latin la profession de foi que Moïse fit en 1552, en son nom propre et au nom de son patriarche, devant le pape Jules III et des cardinaux, et un texte sur la Trinité rédigé l'année précédente par Moïse. Le Flamand ne fut pas directement impliqué dans l'editio princeps du Nouveau Testament syriaque, mais ensuite dans la Bible polyglotte d'Anvers de Christophe Plantin. Masius et Moïse se mirent bientôt à correspondre en syriaque.
Moïse quitta Rome au même moment que Masius, en avril 1553, d'abord pour Venise, et ensuite de là, le 29 août, pour l'Allemagne, en compagnie du cardinal Pole qui rentrait en Angleterre (Édouard VI était mort le 6 juillet, et la catholique Marie Tudor était montée sur le trône). Il emportait avec lui, écrit-il dans une lettre à Masius, un manuscrit du Nouveau Testament en syriaque et du matériel d'imprimerie. Il semble que sa destination était Augsbourg : Masius avait écrit pour le recommander à Johann Jacob Fugger, qu'il connaissait. Mais arrivé à Dillingen, presque à destination, il rencontra Johann Albrecht Widmannstetter, alors chancelier d'Autriche, qui l'entraîna à Vienne. Guillaume Postel, à Venise depuis le mois d'août, fut averti et partit les rejoindre avec lui aussi un manuscrit. Ferdinand Ier de Habsbourg fut convaincu de financer le projet. C'est ainsi que l'editio princeps du Nouveau Testament en syriaque (deux volumes in-4) fut réalisée par les trois hommes, à Vienne, chez l'imprimeur Michel Zimmermann, en 1555. Mille exemplaires furent tirés, dont trois cents furent envoyés aux deux patriarches syriens (maronite et jacobite), et deux cents donnés à Moïse lui-même, avec vingt thalers. L'année suivante sortit également, chez le même imprimeur, la première grammaire syriaque imprimée (Syriacæ linguæ prima elementa).